# Jelena Nelipić
Jelena Nelipić, död 1422, var en drottning av kungariket Bosnien 1415–1418 som gift med kung Ostoja av Bosnien. 